# Neetze
Neetze er en kommune i den sydlige centrale del af Landkreis Lüneburg i den tyske delstat Niedersachsen, og er en del af Samtgemeinde Ostheide.

## Geografi
Neetze ligger godt ti kilometer øst for Lüneburg ved vestenden af Naturpark Elbufer-Drawehn ved den lille flod Neetze der er en biflod til Ilmenau.

### Inddeling
I kommunen ligger landsbyerne:
- Neu-Neetze
- Süttorf
- Neu-Süttorf
- Neumühlen